# بروين بولدان
بروين بولدان (بالتركية: Pervin Buldan)‏ (6 نوفمبر 1967 في حكاري - )؛ سياسية ونائبة في البرلمان التركي في دورته الثالثة والرابعة والعشرين، وهي أول امرأة تمثل منصب نائب في إغدير.

## حياتها
ولدت بروين بولدان في عام 1967. كان والدها يسمى بهاليس ووالدتها بلطفية.
وبعد فترة قصيرة من اتمامها المدرسة الثانوية عملت في مكاتب الادارة الاقليمية الخاصة بأغدير. وفي عام 1987 تزوجت برجل الأعمال وابن خالتها سافاش بولدان، وبعد فترة قصيرة من زواجهما انتقلت للعيش بأسطنبول بسبب شغل زوجها، وفي عام 1991 أنجبت أول طفل.
وقد قام مجهولون بخطف زوجها الغارق بالديون لحزب العمال الكردستانى في 2 يونيو 1994 ، وقاموا بقتله في 4 يونيو 1994 . ويوم وفاة زوجها وضعت ابنها الثاني بولادة مبكرة.
وبعد وفاة زوجها بعام انضمت إلى يوم الامهات، وعلى مدار 4 أعوام متتالية شاركت في العديد من الأعمال في مدرسة جالاتا سراى في تقسيم . من جانب أخرى عملت بالبرلمان ، وتولت عضوية المجلس لفترتين على التوالى.
وفي انتخابات 1999 فان عضوة البرلمان عن دائرة (حى 3 بأسطنبول ) ،لم تتجاوز سوى ال 10 % من نواب الحزب فقط.
وبعد ذلك أسست بولدان جمعية وسمتها ب (جمعية التضامن والتعاون مع ضحايا الاسر المغدور بهم ) وعندما أغلقت هذه الجمعية في 2002 فقد شرعت في تأسيس جمعية (التضامن ومساعدة العائلات الذين فقدوا اقاربهم وأولادهم ) وتولت رئاسة الجمعية.
وفي عام 2002 فقد أصبحت عضوة بالبرلمان في الانتخابات العامة التي اجريت عن دائرة (حى 3 بأسطنبول ). ولكن لم تتجاوز مرشح الكتلة النيابية للحزب الجديد في الانتخابات لانه لا يمكن أن تكون نائبة بدون اجتياز هذه العتبة.
وفي عام 2005 رشحت لجائزة نوبل للسلام من بين 1000 امرأة سويسرية 

## نيابةالحزب
ومن اجل تخطى عتبة الانتخابات العامة في تركيا لعام 2007، عملت على طلب الدعم من مختلف الأحزاب السياسية المشاركة في الكتلة. وشاركت كمرشح مستقل في الانتخابات في إغدير، وكانت أول امرأة تمثل منصب نائبة في البرلمان بأغدير. وبعد دخلوها إلى المجلس انضمت إلى مجموعة حزب المجتمع الديمقراطى .وعقب قرار المحكمة الدستورية بعد اغلاق حزب المجتمع الديمقراطي، انضمت إلى حزب السلام والديمقراطية.
وفي انتخابات 2011 بتركيا انتخبت كمرشح مستقل ونائب بالبرلمان في الدورة الرابعة والعشرين للحزب. واعتبارا من 5 يوليو 2011 أصبحت نائب رئيس مجموعة حزب السلام والديمقراطية.
وقالت بروين بولدان-التي انضمت إلى العديد من مجالات الحياة السياسية- في مؤتمر صحفى لها في أبريل 2009 :
(نعرف جيدا ما معنى هذا العنف ، وقد استعدت لمواجهة هذا على أرض الواقع بعد الانتخابات المحلية في 29 مارس ،وفي انتخابات 29 مارس وضعنا حدود كردستان ، يعنى اننا وصلنا إلى فان ، بعد اغتصابها لمدة 86 عاما، ووصلنا بذلك إلى 90 % من الاصوات في تصويت هكارى 